# Titanidiops
Titanidiops es un género de arañas migalomorfas de la familia Idiopidae. Se encuentra en Norte de África y África oriental. 

## Lista de especies
Según The World Spider Catalog 11.5:
- Titanidiops canariensis Wunderlich, 1992
- Titanidiops compactus (Gerstäcker, 1873)
- Titanidiops maroccanus Simon, 1909